# Pol Appeltants
Léopold Pol Appeltants est un footballeur belge né le 30 mars 1922 à Saint-Trond (Belgique) et mort le 30 juin 2001 à Saint-Trond (Belgique).

## Biographie
Pol Appeltants a commencé à jouer à l'âge de 16 ans au Saint-Trond VV en 1938. Le club des Canaris monte en division 2 après la guerre, en remportant sa série de Division 3 en 1948. 
La même année, le 21 novembre, Pol Appeltants joue un match à Anvers, avec l'équipe de Belgique, contre les Pays-Bas (1-1).  

## Palmarès
- International belge en 1948 (1 sélection)
- Meilleur buteur du Championnat de Belgique D2 en 1950 (gr. B, 23 buts)